# Луговомарийский язык
Луговомари́йский язы́к (самоназвание — олык марий), или лугововосто́чный мари́йский язы́к — одна из стандартизированных литературных норм марийского языка, которым пользуются лугово-восточные марийцы (в основном, в европейской части России). 
Луговомарийский язык, наряду с горномарийским и русским языком, является государственным языком в Республике Марий Эл Российской Федерации. Число носителей на 2020 год — 258 722 человек; согласно переписи 2010 года, говорящих было 365 127.

## Письменность
Марийская письменность на основе кириллицы возникла во второй половине XVIII века. Нынешний алфавит (с некоторыми изменениями) используется с 1870-х годов.
В нынешнем виде луговомарийский алфавит получил свой окончательный вид на совещании учителей, работников Обкома ВКП(б), Наркомпроса МАССР, Марийского Научно-исследовательского Института национальной социалистической культуры, Марийского Пединститута, Марийской Высшей Коммунистической с.-х. школы, марийских газет, Учредгиза, с участием председателя Наркомпроса РСФСР У. Т. Контюкова и представителя Центрального Научно-исследовательского Института нерусских школ проф. Ф. Ф. Советкина, проводившегося с 7 марта по 20 марта 1938 г. Окончательное оформление проекта Луговой-восточного марийского языка было произведено Андреевым И. Ф., Ивановым Г. С., Контюковым У. Т., проф. Советкиным Ф. Ф.
Луговомарийский алфавит:
| А а | Б б | В в | Г г | Д д | Е е | Ё ё | Ж ж | З з | И и | Й й | К к |
| Л л | М м | Н н | Ҥ ҥ | О о | Ӧ ӧ | П п | Р р | С с | Т т | У у | Ӱ ӱ |
| Ф ф | Х х | Ц ц | Ч ч | Ш ш | Щ щ | Ъ ъ | Ы ы | Ь ь | Э э | Ю ю | Я я |

## Лингвистическая характеристика

### Фонетика и фонология

#### Гласные[6]
Отличительной особенностью марийских гласных является ненапряжённость артикуляции. Активные речевые органы при произношении гласных напряжены намного слабее, чем при артикуляции русских гласных.
Марийские гласные однородны по качеству: в них полностью отсутствует дифтонгизация. Однородность качества гласных достигается тем, тем что положение органов речи, необходимое для произношения того или иного звука, сохраняется на всём протяжении звучания гласного.
Безударные гласные не редуцируются, за исключением положений в абсолютном исходе слова. Здесь они произносятся не совсем чётко в силу потери напряжённости.
| Передний ряд | Передний ряд | Задний ряд | Задний ряд   |
| ------------ | ------------ | ---------- | ------------ |
| Огубленные   | Неогубленные | Огубленные | Неогубленные |
| /ü/          | /i/          | /ə̃/ /ы/    | /и/          |
| /ö/          | /e/          | /a/        | /o/          |

#### Согласные[6]
Для согласных так же, как и для гласных, характерна ненапряжённость артикуляции.
Твёрдые согласные в марийском языке никогда не смягчаются перед гласными переднего ряда: теле /téle/ зима, тиде /tíde/ этот.
В марийском языке имеется 4 мягких согласных: /č, l’, ɲ, j/.
|          |           |         | Губные      | Переднеязычные          | Среднеязычные | Заднеязычные |
| -------- | --------- | ------- | ----------- | ----------------------- | ------------- | ------------ |
| Смычные  | Взрывные  | Шумные  | п /p/ б /b/ | т /t/ д /d/             |               | к /k/ г /ɡ/  |
| Смычные  | Взрывные  | Сонанты | м /m/       | н /n/                   | нь /ɲ/        | ҥ /ŋ/        |
| Смычные  | Аффрикаты | Шумные  |             | ц /c/ ч /č/             |               |              |
| Щелевые  | Шумные    | Шумные  |             | с /s/ з /z/ ш /š/ ж /ž/ |               | х /х/        |
| Щелевые  | Сонанты   | Сонанты |             | л /l/                   | ль /l’/ й /j/ |              |
| Дрожащие | Сонанты   | Сонанты |             | р /r/                   |               |              |

### Гармония гласных
Гармония гласных — такое явление, при котором гласные звуки суффиксов и окончаний ассимилируются гласными корня.

#### Гармония гласных по огубленности
Если ударение падает на огубленный гласный /ü, ö, u, o/, то конечный гласный в слове также должен быть огубленным: кӱтӱ /kütǘ/ стадо — кӱтӱштӧ /kütǘštö/ в стаде. Если ударение падает на неогубленный гласный /i, e, a, ə/, то на конце слова выступают неогубленный гласный /e/: кид /kit/ рука — кидыште /kidə̃šte/ в руке, школ /škol/ школа — школлаште /škollášte/ в школах.

#### Гармония гласных по ряду
Если в первом слоге слова стоит гласный переднего ряда /i, e, ü, ö/, то в последующих словах тоже должны быть гласные переднего ряда: кӱзӧ /kǘzö/ нож, имне /imɲe/ лошадь. Если в первом слоге стоит гласный заднего ряда /u, o, ə̃, a/, то гласные других слогов должны быть тоже заднего ряда: агур /agur/ водоворот — агурышто /agúrəšto/ в водовороте.

### Ударение
Ударение в марийском языке — разноместное, то есть в одних словах падает на первый слог, в других — на второй и т. д.: ава /avá/ мать, муро /múro/ песня. В речи не все слова являются ударными. Ударение не падает на послелоги, такие как гыч «из», дене «с», деке «к», деч «от»: пӧрт гыч /pört gə̃č/ «из дома», муро дене /múro dene/ «с песней».
При словообразовании и словоизменении ударение может перемещаться с одного слога на другой: ола́ /olá/ «город» — олана /olaná/ «наш город».